# Atomreaktor

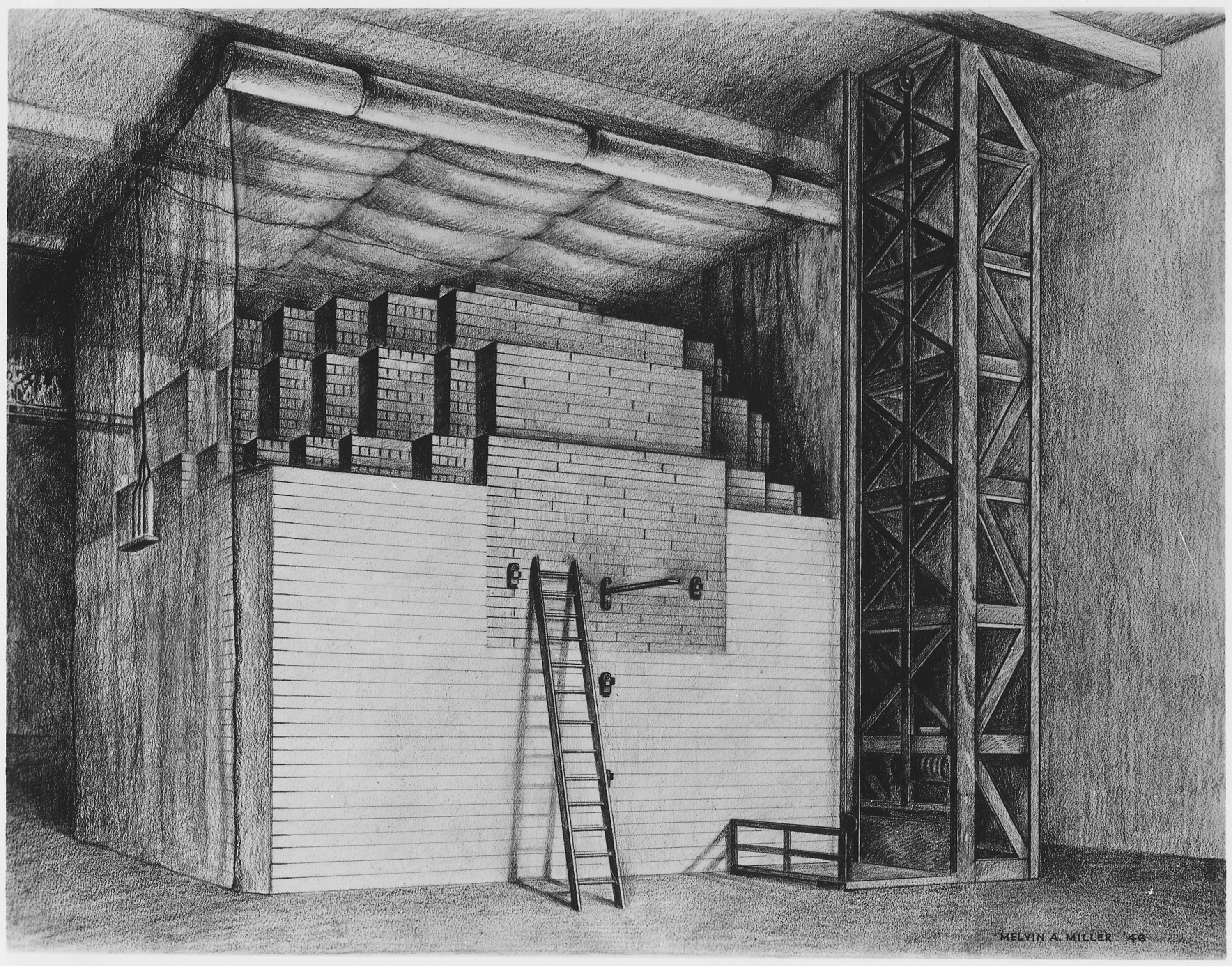
Chicagóban építették fel szénpor és urán keverékéből az első atommáglyát 1942-ben, a hatméteres atommáglya 45 000 grafittéglából és a beleágyazott uránlabdacsokból állt

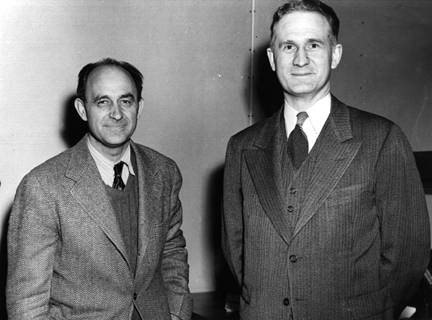
Enrico Fermi és Walter Henry Zinn

Grafit-moderátoros forralóvizes atomreaktor elvi kapcsolása (szovjet RBMK típus)

Az atomreaktor az atomerőmű központi része – itt megy végbe a kontrollált láncreakció. 
Napjainkban minden energiatermelő reaktor maghasadáson alapszik.
Alkalmazási területei:
- atomerőművek
- atommeghajtású járművek (tengeralattjáró, repülőgép-hordozó és atomjégtörő)
- transzmutáció
- neutronforrásként a radiológiához, illetve más kutatásokhoz

Az első atommáglyát 1942-ben Szilárd Leó ötlete alapján, Enrico Fermi vezetésével Walter Zinn építette fel szénpor és urán keverékéből Chicagóban. Fermi ezzel igazolta a szabályzott nukleáris láncreakció megvalósíthatóságát. A sikeres kísérlet után Arthur Compton értesítette a washingtoni kormányt az előre megbeszélt kód alapján: Az olasz kormányos most kötött ki az Újvilágban. A bennszülöttek barátságosan fogadták. Később az elhunyt Fermire emlékező Manson Benedict mondta a következő sorokat: „Az olasz kormányos által használt hajó egy kanadai hajóács alkotása, aki azt egy magyar fölfedező által talált ritka és értékes anyagból építette meg.”
Az első atomreaktorokat plutónium előállítására használták (a plutónium a nukleáris fegyverek ideális alapanyaga).

## Működési elv

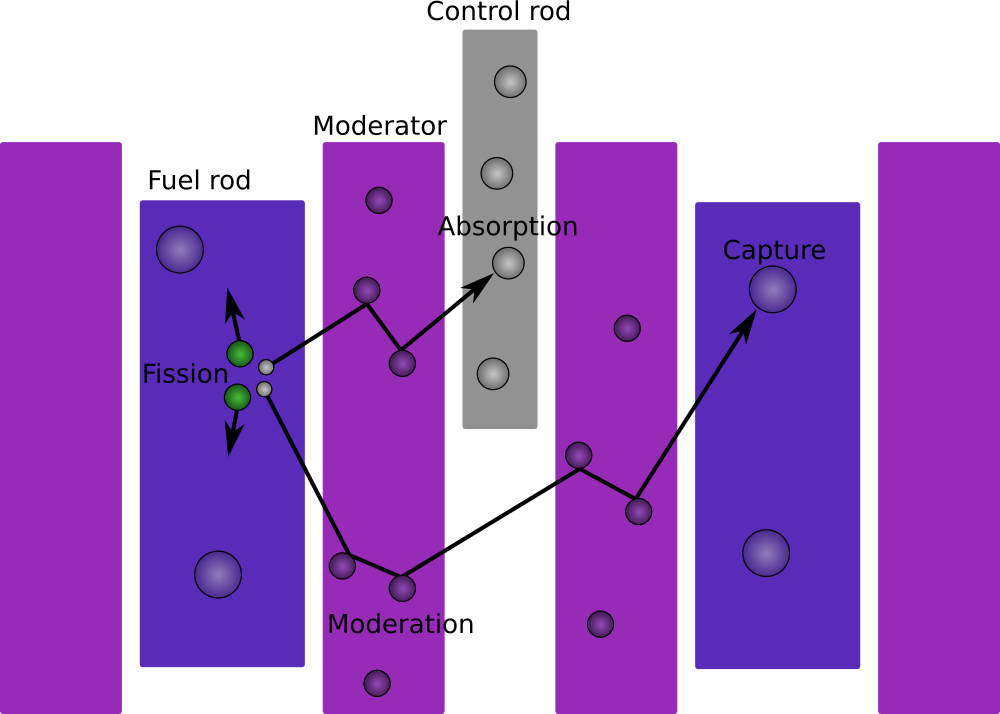
A reaktormag sematikus rajza: kékkel a fűtőelemek, rózsaszínnel a moderátor, szürkével pedig a szabályzórudak vannak jelölve

Napjainkban minden üzemben levő reaktor a hőt a maghasadásokból nyeri. A maghasadás során egy nehéz (nagy tömegszámú) kémiai elem (általában urán, plutónium vagy tórium) magja két kisebbre (kis tömegszámú) hasad. Ez természetes úton is megtörténik a radioaktív elemek esetében, ezt nevezzük természetes radioaktivitásnak. Az atommagot mesterségesen is ketté lehet hasítani, például neutronbefogással. A maghasadás közben energia szabadul fel, a reakciótermékek mozgási energiájaként, illetve gamma-sugárzásként. Az urán esetében az atommag befog egy lassú (termikus) neutront, majd két kisebb magra bomlik. Eközben felszabadul 1-3 gyors neutron is. Így a maghasadás több neutront kelt, mint amennyit elhasznál, és az egész folyamat önfenntartó lesz. Ezt nevezik láncreakciónak, amelynek feltétele az ún. kritikus tömeg megfelelő geometriában való jelenléte.
A maghasadás során gyors neutronok keletkeznek, viszont azokat az urán nem fogja be. Ezért a neutronokat le kell lassítani, ami neutronmoderátorral történik. Az így lelassult neutronokat termikus neutronoknak hívjuk, mert egyensúlyban vannak a reaktorban uralkodó hőmérséklettel. Ezeket a neutronokat az urán nagy valószínűséggel fogja be.
A maghasadások száma (és ezáltal a reaktor hőteljesítménye) több módon is szabályozható:
- neutronelnyelőkkel – szabályzórudakkal, illetve a moderátorba kevert bórsavval
- moderátor mennyiségével
- a tüzelőanyag geometriai elrendezésével

A moderátort használó reaktorokat termikus vagy lassú reaktoroknak nevezik, és általában a moderátor anyaga szerint osztályozzák. A leggyakoribb neutronmoderátorok:
- könnyű- és nehézvíz
- grafit

A moderátor nélküli reaktorokat gyors reaktoroknak nevezik. A nagy neutronfluxus lehetővé teszi a transzmutációt, így például a tóriumból hasadóképes elem kapható. Ezért hívják ezt a típust tenyésztőreaktornak is.
A reaktorokat hűteni kell, különben a fűtőelemek után megolvad a reaktortartály is, és veszélyes radioaktív elemek kerülhetnek a környezetbe. A hűtőanyagnak átadott hőenergiát hasznosítják az atomerőművekben. A hűtőanyag leginkább víz, de lehet gáz is (ez esetben más moderátort kell alkalmazni). A tenyésztőreaktornál szükségtelen a moderátor jelenléte, ezeket általában folyékony nátriummal hűtik.
A reaktorban a tüzelőanyag általában 2-3 méter hosszú rudak formájában van jelen. Ezek kötegekbe vannak rendezve (egy köteg tartalmazhat akár 100 rudat is). A kötegben a rudak között elegendő hely van a hűtőanyag zavartalan áramlásához. 
A reaktor működése során a fűtőelemekben a hasadóképes atommagok koncentrációja csökken, míg a káros reakciótermékek koncentrációja növekszik. A reakciótermékek neutronelnyelők lehetnek (reaktorméreg), ami csökkenti a reaktormagban a neutronok számát, ezzel csökkentve a hőteljesítményt. Az elhasznált üzemanyagrudak cseréjéhez némely típusnál az egész reaktort le kell állítani, míg másutt (CANDU, RBMK) ez menet közben történik.

## Reaktortípusok
- közönséges vizes reaktorok (LWR)
  - forralóvizes reaktor (BWR)

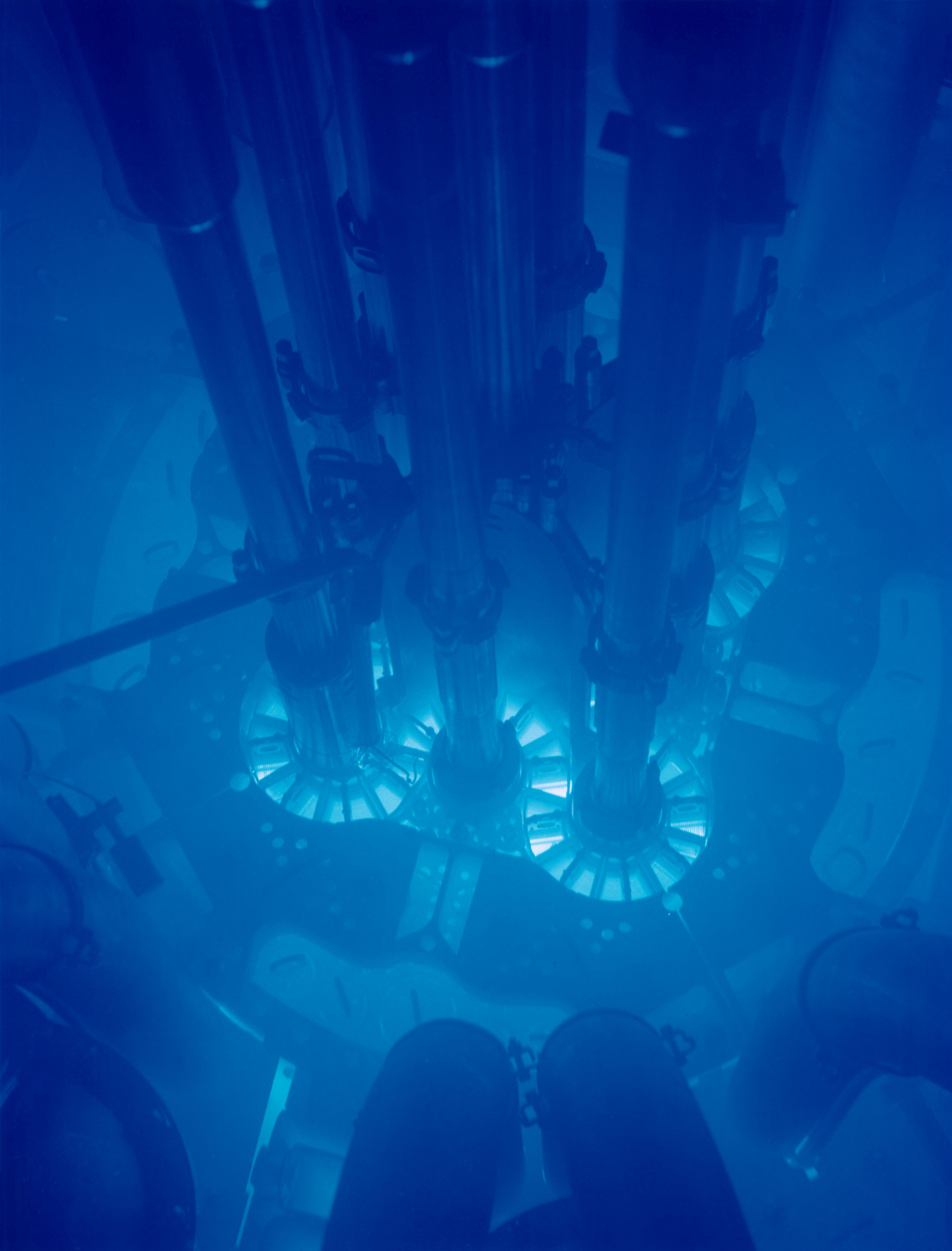
A nagy radioaktivitás miatti intenzív Cserenkov-sugárzás látható kék fényként jelenik meg egy kísérleti atomreaktor hűtővizében

    - fejlett forralóvizes reaktor (ABWR)

  - nyomottvizes reaktor (PWR)
    - európai nyomottvizes reaktor(EPR)

  - uszoda típusú reaktor
  - Szuperkritikus-víz reaktor (SCWR) – kísérleti
- nehézvizes reaktor (PHWR vagy CANDU)
- grafit moderátoros reaktor
  - gázhűtésű grafitos reaktor
  - vízhűtésű grafitos reaktor
  - olvadt só hűtésű grafitos reaktor (MSR)
- gyors tenyésztőreaktor (FBR)

## Az atomreaktor fő alkotóelemei

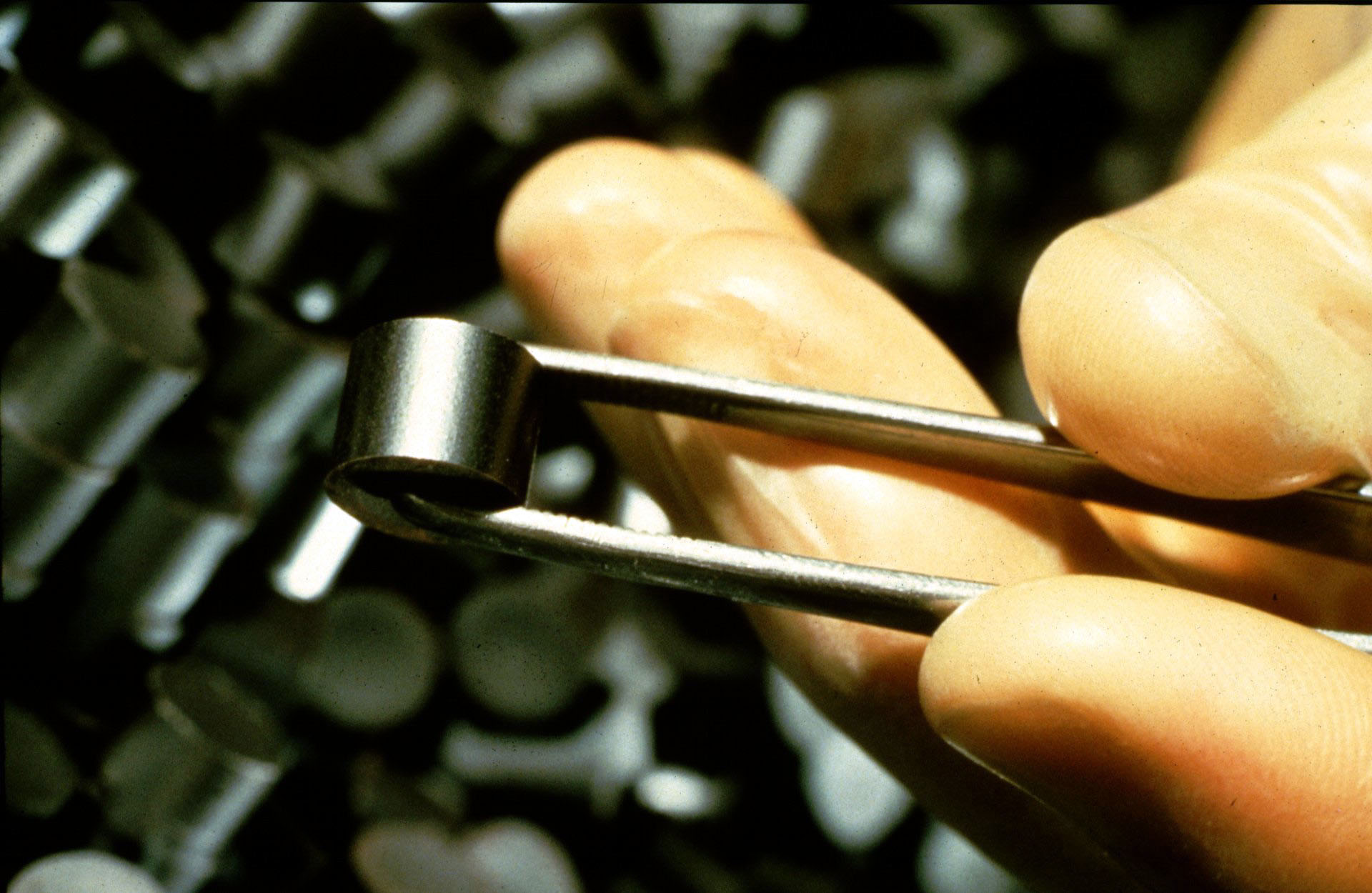
Urán-dioxid-pasztilla vagy pellet, az üzemanyagrudak alkotórésze

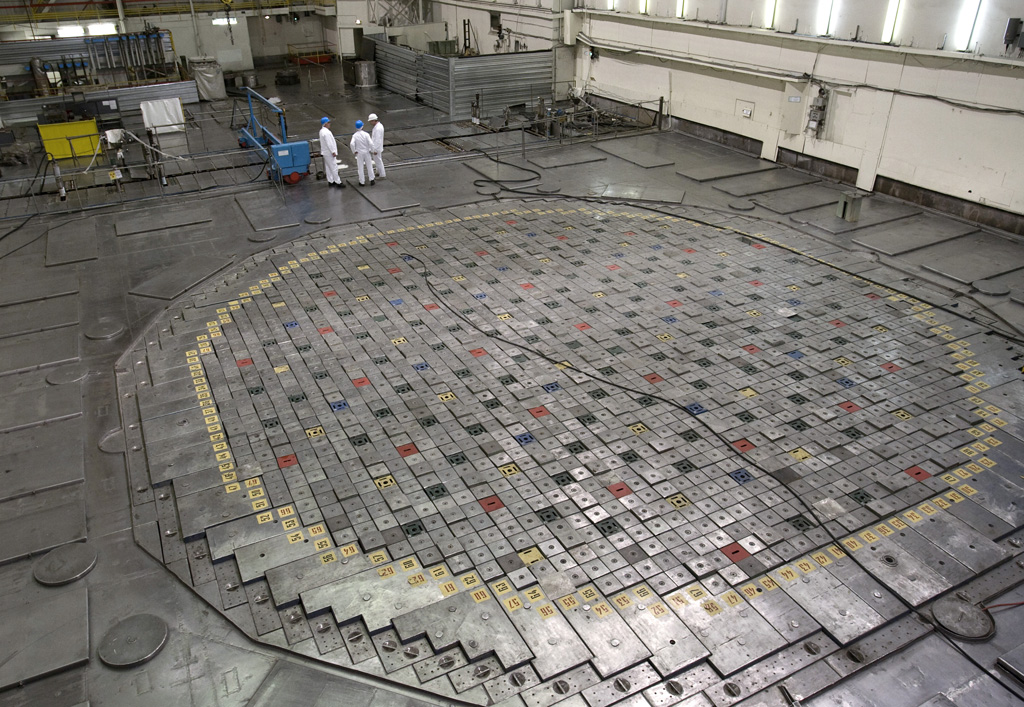
A szentpétervári atomerőmű reaktora Szosznovij Bor városban

1. A hasadóanyag általában 235-ös uránizotópban dúsított természetes (238-as) urán (ritkábban tórium). A dúsítással a hasadás valószínűségét növelik. A hasadóanyagot rudak formájában merítik a moderátorba, így csökken a 238-as magok által elnyelt neutronok száma, és könnyebb a hőcsere.
2. A moderátor lehet víz, nehézvíz, grafit vagy berillium. A hasadóanyag és a moderátor anyagának keveréke képezi a reaktor aktív zónáját.
3. A reflektor megakadályozza a neutronok kiszabadulását az aktív zóna oldalsó részén, visszatereli a neutronokat az aktív zónába. A termikus (lassú) neutronokkal működő reaktorok reflektora ugyanabból az anyagból készül, mint a moderátor, míg a gyors neutronokkal működő reaktorban a reflektor olyan anyagokból készül, melyek besugárzással hasadóanyaggá alakíthatók.
4. A szabályozórudak neutronelnyelő anyagból, kadmiumból vagy bórkarbidból készülnek. A rudakat fel és le mozgatják az aktív zónában: ha beljebb süllyednek, több neutront nyelnek el, csökken a maghasadások száma, kihúzásuk esetén pedig nő, gyorsul a láncreakció. Veszélyhelyzetekben önműködően bezuhanó szabályozórudak szolgálják a balesetek elhárítását.
5. A hűtést és a hőcserét biztosító rendszer az aktív zóna hűtését és az energiaátadást szolgálja. A hasadáskor felszabaduló termékek nagy mozgási energiája sorozatos ütközésekkel nagyon fölmelegíti az aktív zónát, ezért hűtőközeg-rendszerre van szükség. Az erőművek hűtőközegének kettős szerepe van: egyrészt szabályozza a reaktor működését, másrészt átveszi a felszabaduló hőt, amit segítségével mechanikai vagy villamos energiává lehet alakítani. Hűtőközegként vizet, nehézvizet, olvadt fémeket, gázokat vagy szerves anyagokat használnak. A hűtőközegnek meg kell felelnie a következő feltételeknek:
- legyen nagy a hőkapacitása
- közlekedjen könnyen a csőrendszerben
- legyen stabil a halmazállapot-változáskor, illetve ne bomoljon el a reaktorban létrejövő magas hőmérsékleten
- neutronelnyelő képessége legyen kicsi
- ne korrodálja a berendezést

6.A reaktor védelme egyaránt kiterjed a hő- és környezetvédelemre: a személyzet biztonságára, a levegő és a víz védelmére, a környező területek védelmére. A tervezésének ki kell terjednie a vészhelyzetekre és a működés során keletkező radioaktív hulladék biztonságos elhelyezésére is. A védőburkolatok anyagaként leggyakrabban betont, acélt, öntöttvasat, ólmot használnak, a sugárzás mérésére pedig sugárkezelőket, dózismérőket.

## Természetes atomreaktorok

Üzembehelyezett atomreaktorok kapacitásának fejlődése

Bár az atomreaktorokat a modern technológia vívmányának szokás tartani, természetes környezetben is kialakulhat. Ha a radioaktív ércek vagy üledék koncentrációja eléri a láncreakció beindulásához szükséges töménységet, hőtermelés indul be. Ilyen „reaktorok” maradványaira bukkantak a gaboni Okló területén, ahol az uránbányában az izotópok aránya az ércek „elhasználódását” mutatta. Eddig 17 reaktormag nyomait találták meg. A nyomok egyedülálló lehetőséget biztosítanak a modern atomhulladékok szennyezőképességének és bomlási jellegzetességeinek felmérésében.